# Långgöl (Vissefjärda socken, Småland)
Långgöl är en sjö i Emmaboda kommun i Småland och ingår i Nättrabyåns huvudavrinningsområde.